# Ручаївка
Руча́ївка — село в Україні, у Широківській сільській громаді Запорізького району Запорізької області. Населення становить 314 осіб.

## Географія
Село Ручаївка розташоване на березі річки Балка Широка, вище за течією на відстані 1,5 км розташоване село Широке, нижче за течією на відстані 4 км розташоване село Михайлівка. По селу протікає пересихаючий струмок.

## Історія
Тут існувала німецька колонія Шенгорст (або Шенгорка), що входила до складу Хортицької волості. На 1886 рік тут було 105 мешканців, 93 двори, школа, магазин.* 
7 (20) листопада 1917 року, відповідно до Третього Універсалу Української Центральної Ради, увійшло до складу Української Народної Республіки.
12 червня 2020 року, відповідно до Розпорядження Кабінету Міністрів України від № 713-р «Про визначення адміністративних центрів та затвердження територій територіальних громад Запорізької області», увійшло до складу Широківської сільської громади.
19 липня 2020 року, в результаті адміністративно-територіальної реформи та ліквідації колишнього Запорізького району (1965-2020), село увійшло до складу новоутвореного Запорізького району.

## Пам'ятки
- Балка Ручаївська — ландшафтний заказник місцевого значення.

У селі функціонує музей німецьких колоністів.